# Tylophora gilletii
Tylophora gilletii är en oleanderväxtart som beskrevs av Wildem.. Tylophora gilletii ingår i släktet Tylophora och familjen oleanderväxter. Inga underarter finns listade i Catalogue of Life.